# Guido Rodríguez Alcalá
Guido Rodríguez Alcalá (Asunción, 20 de junio de 1946) es un escritor, historiador, periodista y crítico literario paraguayo. Colaborador asiduo en diversos periódicos locales y extranjeros.

## Obras
- “Artigas y La Independencia del Paraguay” (compilación)

Esta obra contiene una selección de cartas intercambiadas entre Artigas y la Junta de Gobierno del Paraguay, que descubren ciertos aspectos pocos conocidos de la historia paraguaya. El autor acompaña la recopilación con explicaciones. 
- “Residentas, destinadas y traidoras”

Vividos relatos de las protagonistas de la gesta del 70, (Guerra de la Triple Alianza) compilados por Guido Rodríguez Alcalá. Residentas eran aquellas que no habían caído en desgracia con el Mariscal Presidente. Destinadas (o traidoras) eran las mujeres destinadas a los campos de concentración por ser parientes de algún enemigo del Mariscal. 
En 2002, Guido Rodríguez Alcalá lleva más allá la historia paraguaya para situarla debidamente en su entorno regional, en la época inmediatamente anterior a la independencia, en su novela Velasco, y examinar los procesos políticos que condujeron a ella, así como especular con fundamentos documentales sobre lo sucedido. 
En cierto sentido, Rodríguez Alcalá abandona su temática histórica habitual, fundamentada en el replanteamiento de las figuras de la historia paraguaya mitificadas por la dictadura, para ensanchar su perspectiva a la conexión internacional de la independencia paraguaya. 
Además de reconstruir los acontecimientos que marcaron la convivencia del gobernador Velasco en el Paraguay con el núcleo que gestó la emancipación, en ella, la conclusión fundamental que extraemos es que la política paraguaya, contra lo que se suele pensar dentro del país, ha estado sujeta al devenir de los sucesos de los países vecinos, por lo que la incidencia de las relaciones exteriores en la política nacional ha sido mayor de lo que se suele pensar, y no solo en las perspectivas políticas que culpan al exterior o al imperialismo inglés de los desastres bélicos. 
Ello, en el fondo, rebate la interpretación aislacionista de la historiografía oficial. Velasco es una de las más insuperables reconstrucciones diáfanas de una época, el momento de la independencia, donde abundan numerosas lagunas.
Como se observa, la narrativa contesta a los lugares comunes del tratamiento habitual de la época colonial, para obligar a revisitar el período, preguntarse por las reacciones humanas y reivindicar un nuevo punto de vista que se aproxime a lo que realmente pudo ocurrir desde la reinterpretación que permite la ficción.
Narrativa: 
- Estoy celoso
- Caballero (novela, 1986): elaborada en torno a un personaje histórico, a quien desacraliza a través de su propio discurso.
- Caballero Rey (novela, 1988).
- Cuentos decentes (1987).
- Curuzú cadete (cuentos, 1990): Ganó el premio Radio Curupayty.
- El rector (novela, 1991): obra galardonada con el Premio El Lector (en narrativa) de 1991.
- Cuentos (1993).

Poemarios: 
- Apacible fuego (1966).
- Ciudad sonámbula (1967).
- Viento oscuro (1969).
- Labor cotidiana (1979).
- Leviatán (1980).

También ha escrito varios ensayos, entre ellos: 
- Literatura del Paraguay (1980).
- Ideología autoritaria (1987).

Asimismo, ha realizado investigaciones históricas: 
- Paraguay y Brasil, documentos sobre las relaciones binacionales, 1844 - 1864 (2007) junto con José Eduardo Alcázar: trata sobre los 20 años anteriores a la Guerra de la Triple Alianza.
- Justicia Penal de Gaspar Rodríguez de Francia (1997).

En su obra, es a veces difícil separar la narrativa de la historia, dada la exhaustiva investigación y abundancia de citas y referencias.